# Ландриано
Ландриа̀но (на италиански: Landriano, на местен диалект: Landrian, Ландриан) е градче и община в Северна Италия, провинция Павия, регион Ломбардия. Разположено е на 88 m надморска височина. Населението на общината е 6302 души (към 2014 г.).